# Děpold Czernin
Děpold Czernin (* 7. listopadu 1969 Plzeň), celým jménem Děpold Jaroslav Maria Josef Jan Bedřich Gabriel Rudolf Rita Czernin, je příslušník vinořské větve rodu Czerninů.

## Život
Děpold Czernin se narodil 7. listopadu 1969 v Plzni jako třetí potomek a druhý syn Theobalda (Děpolta) Czernina (7. července 1936 Praha – 12. července 2015 Praha) z vinořské větve dříve šlechtického rodu Czerninů a Polyxeny, rozené Lobkowiczové (* 28. dubna 1941 Praha) z křimické linie roudnické větve rodu Lobkowiczů, která je sestrou ostravsko-opavského biskupa Františka Lobkowicze (* 5. ledna 1948 Plzeň) a politika Jaroslava Lobkowicze (* 16. srpna 1942 Plzeň). Má čtyři sourozence: Tomáše (* 4. března 1962 Plzeň), který je dědicem a majitelem zámku Dymokury, Terezii (* 1. prosince 1964 Plzeň), Jana (* 29. prosince 1972 Plzeň), soudce a člena kárné komise Exekutorské komory České republiky, a Gabrielu (* 19. června 1975 Ostrov nad Ohří).
Po revoluci pracoval v Komerční bance. Ve 23 letech se stal ředitelem sodovkáren v Dymokurech, které rodina zrestituovala. Zde působil 8 let. (Společnost Czerninská sodovkárna, s. r. o. zanikla v roce 2004.) Pak založil reklamní agenturu a pracoval pro velké firmy.
Založil Spolek pro tradiční Vánoce Náš Ježíšek, který si klade za cíl proměnit roztříštěnou podobu adventu a Vánoc ve veřejném prostoru skrze jednoznačný symbol „Našeho Ježíška“ a navrátit kouzlo Vánoc s naším Ježíškem. Jako podobu českého Ježíška zvolil Pražské Jezulátko – světově nejznámější českou sošku.
Děpold Czernin je monarchista, v dubnu 2020 se stal jedním z autorů petice za přejmenování Koněvovy ulice v Praze 3 na jméno české královny Marie Terezie.

## Rodina
Děpold Czernin se 25. července 1991 ve Stanovicích oženil se Štěpánkou Štoffovou (* 30. dubna 1970 Ostrov nad Ohří), dcerou Michaela Štoffy a Alžběty, rozené Dorundové. Spolu mají pět dětí:
- 1. Štěpánka Děpold Václav Michael Gabriel František Xaver Alžběta Jan Nepomuk Hroznata Anna (* 8. 2. 1991 Ostrov nad Ohří)
  - ∞ Martin Šuran
- 2. Vojtěch Maria Děpold Štěpán František Edmund Alžběta (* 26. 5. 1993 Městec Králové)
- 3. Prokop Maria Josef Děpold Artur Bartoloměj Benedikt (* 24. 8. 1998 Nový Bydžov)
- 4. Cyril Děpold (* 1. 6. 2002 Hradec Králové)
- 5. Alžběta Marie (* 13. 9. 2010 Hradec Králové)